# Hampton (New Jersey)
Pour les articles homonymes, voir Hampton.
Hampton est une municipalité américaine située dans le comté de Hunterdon au New Jersey.

## Géographie
Hampton est située sur les rives de la Musconetcong River. La municipalité s'étend sur 1,54 mille carré (3,99 km2) dont 0,01 mille carré (0,03 km2) d'étendues d'eau.
| Washington Township (en) (comté de Warren) | Lebanon Township   | Lebanon Township   |
| Washington Township (en) (comté de Warren) | Hampton            | Glen Gardner       |
| Bethlehem Township                         | Bethlehem Township | Bethlehem Township |

## Histoire
La localité est fondée en 1800. Après un référendum, elle devient un borough indépendant des townships de Bethlehem et de Lebanon le 20 février 1895, sous le nom de Junction. Elle doit alors son nom à sa situation à la jonction du Central Railroad of New Jersey et du Delaware, Lackawanna and Western Railroad.
Le 11 février 1909, le conseil municipal change le nom de la ville pour Hampton, en l'honneur de Jonathan Hampton, donateur des terres ayant servi à la construction de l'église locale. En 1931, elle annexe des territoires de Glen Gardner et Bethlehem Township.

## Démographie
Lors du recensement de 2010, la population de Hampton est de 1 401 habitants.